# Duguetia aripuanae
Duguetia aripuanae é um gênero de magnólia, que foi descrito pela primeira vez por Paulus Johannes Maria Maas. Duguetia aripuanae pertence ao gênero Duguetia e à família Annonaceae.